# Iberiskt varmblod
Iberiskt varmblod är en hästras som utvecklas på Iberiska halvön, dvs. Spanien och Portugal. Varmblodshästen har sina rötter i de berömda spanska hästarna och utvecklades för att möta den ständigt ökande efterfrågan på hästar som kan tävlas på elitnivå inom ridsporten.

## Historia
Det iberiska varmblodet har sina rötter i de mycket berömda och mytomspunna spanska hästarna som var omåttligt populära från och med medeltiden i Spanien. Sedan 1600-talet har den spanska hästen försvunnit och avlats upp i andra hästraser från Spanien och Portugal t.ex. andalusiern och lusitanon.
Efter andra världskriget minskade hästens roll i samhället när det mekaniserades. Arbetshästar ersattes med traktorer och körhästar med bilar, men däremot började ridsport att bli populärt och efterfrågan på atletiska hästar som kunde tävlas på högre nivåer ökade drastiskt. De gamla iberiska hästarna höll fortfarande hög klass men höll inte för högre tävlingar.
Genom att använda sig av de iberiska andalusierna och lusitanohästarna använde man sig av ett strikt program med en väldigt selektiv avel för att få fram sportigare hästar. Under den här tiden utvecklades även den iberiska sporthästen genom att man korsade de iberiska hästarna med engelska fullblod. Numera ingår dock den iberiska sporthästen under det Iberiska varmblodet och aveln är fortsatt strikt. Sedan år 2001 har man även accepterat inkorsningar av andra raser, helst av spanskt påbrå, men även arabiska fullblod och olika europeiska varmblodsraser.
Idag är det iberiska varmblodet fortfarande ganska ovanligt, då även andalusiern och lusitanon är relativt få. Däremot är korsningar mellan andalusier och fullblod de mest populära hästarna inom banhoppning och fälttävlan i Australien.

## Egenskaper
För att få registreras som ett iberiskt varmblod krävs det att hästen har minst 25 % rent andalusier- eller lusitanoblod och de resterande 75 % måste komma från hästar som har påbevisad släktskap med dessa raser eller den gamla spanska hästen. Vanligt är att man använder sig av aztecan eller hispanoaraber. Den amerikanska quarterhästen är en ras som har släktskap med den spanska hästen men för att avkomman ska bli godkänd måste de testas för att avslöja genetiska defekter. Detta gäller även om hästen korsats med arab eller alla sorters skäckar, för att undvika nedärvning av sjukdomen Overo lethal white syndrome.
För att få registreras krävs även att hästen följer de guidelinjer om utseende och förmågor inom ridsporten. Lederna ska vara stora, flexibla och rörliga och hästen ska ha lätt för att samla sig och länga sig. Benen ska vara långa och väl musklade. Korset är rundat med en lågt ansatt svans och benmassan ska vara kompakt och stark. Huvudet bör vara proportionerligt på en välmusklad hals men huvudets utseende kan variera beroende på vilken ras som korsats in i hästarna. Mer arabiskt blod ger en inåtbuktande nosrygg, medan lusitanon och andalusier ger en utåtbuktande nosrygg. De flesta korsningar har dock en rak nosprofil.
Hästen måste ändå ha ett harmoniskt och balanserat utseende och ett atletiskt och lätthanterligt sinne. Hästarna ska även vara sunda och flexibla och visa goda förmågor inom hoppning, dressyr eller fälttävlan.